# Marc Morano

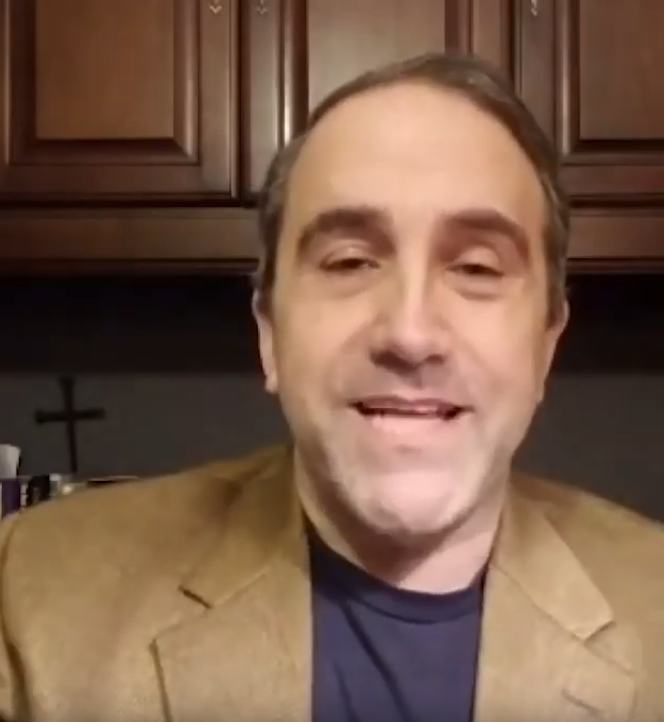
Marc Morano

Marc Morano (* 1968 in Washington, D.C.) ist ein US-amerikanischer konservativer Publizist und Klimawandelleugner: Er betreibt unter anderem das Blog Climate Depot für das Committee for a Constructive Tomorrow (CFACT), einer Frontgruppe, die zu den wichtigsten Organisationen der organisierten Klimaleugnerbewegung gezählt wird. Morano gilt als aggressivstes Mitglied der amerikanischen Klimaleugnerszene und wird zu den bekanntesten Klimawandel-Leugnern der Welt gezählt.

## Leben
Morano wuchs in McLean in Virginia auf und erhielt einen Bachelor of Arts in Political Science an der George Mason University. Von 1992 bis 1996 arbeitete er für Rush Limbaugh und galt als dessen „Mann in Washington“. Er spielte eine Schlüsselrolle in der Kampagne gegen den demokratischen Präsidentschaftskandidaten John Kerry während der US-Präsidentschaftswahl 2004. Anschließend war er für den republikanischen Senator James Inhofe tätig, bevor er schließlich seinen Blog ClimateDepot gründete. Später übernahm er zusätzlich die Leitung der Kommunikationsabteilung von CFACT, einem konservative Think Tank, der unter anderem von der Ölindustrie finanziert wird.  Morano besitzt keine wissenschaftliche Ausbildung oder Expertise in Klimafragen, er bezeichnet sich selbst als „Krieger“ in den „Kriegen ums Klima“.

## Wirken
Von 2001 bis 2006 war Morano als Reporter für den Cybercast News Service (CNS) des Media Research Center tätig. 2004 brachten CNS und Morano die Kampagne der Swift Boat Veterans For Truth während der Präsidentschaftswahl 2004 gegen John Kerry, den Präsidentschaftskandidaten der Demokraten, an die weitere Öffentlichkeit. Im Januar 2006 kam es zu einer ähnlichen Aktion gegen den Vietnamveteran John Murtha.
Von 2006 bis 2009 arbeitete er als PR-Leiter der Republikaner beim Committee on Environment and Public Works für Senator James Inhofe. Im Dezember 2006 begann er auf der Website des Kongressausschusses zu bloggen. Großes Aufsehen erregte ein von ihm mitverfasster Report Over 400 Prominent Scientists Disputed Man-Made Global Warming Claims, der 2007 veröffentlicht wurde und mehr als 400 Wissenschaftler auflistete, die angeblich die anthropogene globale Erwärmung leugneten. Kritiker wiesen darauf hin, dass die Liste 44 Wetteransager und 84 Empfänger von Industriegeldern enthielt und 70 Personen keinerlei Verbindung zur Klimawissenschaft hatten. Mehrere aufgelistete Forscher hatten keineswegs den menschengemachten Klimawandel bestritten.
2009 startete Morano seine eigene Website Climate Depot. Er spielte eine wichtige Rolle bei der Skandalisierung des Hackerzwischenfall am Klimaforschungszentrum der University of East Anglia als sog. „Climategate-Affäre“, die er als „größte[n] Skandal der modernen Wissenschaft“ bezeichnete. Bei dieser konzertierten Aktion im Vorfeld der UN-Klimakonferenz in Kopenhagen 2009 wurden Emailaccounts von einer Vielzahl Klimaforscher gehackt und aus dem Kontext gerissene Zitate von Klimaforschern online gestellt, um ihre Autorität zu untergraben. Im Nachhinein ergaben mehrere Untersuchungen, dass die betroffenen Wissenschaftler keinerlei Fehlverhalten begangen hatten.
2011 trat er auf einer Pressekonferenz bei der UN-Klimakonferenz in Durban auf. In den Jahren 2011 und 2012 war er häufig zu Gast in der Radiosendung des Verschwörungstheoretikers Alex Jones.
2013 arbeitete er unter anderem für den konservativen Kongressabgeordneten David McKinley eine schriftliche Stellungnahme für ein Hearing im US-Repräsentantenhaus aus.
Von Klimaforschern wird Morano vorgeworfen, hinter E-Mail-Kampagnen zu stehen, in denen Klimaforscher mit Hassmails und persönlichen Attacken angegriffen werden.
Moreno tritt weltweit auf Klimakonferenzen auf, u. a. 2016 auf der UN-Klimakonferenz in Marrakesch 2016. 2017 trat er als Gastredner bei einer von den beiden Klimaleugnerorganisationen EIKE und CFACT veranstalteten „Klimakonferenz“ in Düsseldorf auf.
Mit Beginn der COVID-19-Pandemie war Morano einer der ersten Klimaleugner, die den Begriff „Klima-Lockdown“ zu einem viralen Internetphänomen machten.

## Positionen
2000 behauptete er in einer von ihm produzierten TV-Reportage namens Amazon Rainforest: Clear-Cutting the Myths unter Berufung auf den ehemaligen Greenpeaceaktivisten Patrick Moore, der tropische Regenwald im Amazonasbecken sei keineswegs, wie von Umweltschützern behauptet, von Entwaldung bedroht.
Die Globale Erwärmung hält Morano für ein Nichtproblem, die zu „einer neuen Religion geworden“ sei. Forschungen zum Klimawandel gehörten ins Reich der „Magie“ und „Märchen“. Morano bestreitet Daten, die zeigen, dass es wiederholt zu den heißesten Jahren seit Beginn der Messungen gekommen ist, dass gegenwärtig ein Massenaussterben von Arten stattfindet und dass der Meeresspiegel steigt. Als Klimaleugner möchte er nicht bezeichnet werden, da ihn das Wort als Holocaustleugnung erinnere. Lieber sind ihm die Begriffe „Klimaskeptiker“ oder „Querdenker“.
Den Begriff Klimakrise hält er für lächerlich, die Einführung eines Klimanotstand sei „Vorwand der progressiven Linken“, um damit „ihre Ziele zu erreichen“. Der Green Deal sei ein „Zehnjahresplan, um das Verhalten der Menschen zu kontrollieren, die Vorherrschaft der Weißen Rasse zu bekämpfen und den Reichtum neu zu verteilen“, also „eine Bedrohung für unsere Freiheit und Souveränität“.
Im Zuge des Hackerzwischenfall am Klimaforschungszentrum der University of East Anglia, von Klimaleugnern of „Climategate“ genannt, schrieb er, er wünsche Klimaforschern zwar kein Leid, allerdings glaube er, „wir sollten sie treten, so lange sie am Boden liegen“. Sie verdienten es, „öffentlich ausgepeitscht zu werden“. Später tat er das als „dummer Spruch“ ab.
Morano bezeichnete den Klimaforscher James E. Hansen als „Möchtegern-Unabomber“ und legte ihm eine medizinische Behandlung nahe. Morano gab seine Angriffe auf Klimaforscher im Film Merchants of Doubt, der auf dem gleichnamigen Buch aufgebaut ist, offen zu:

“You can't be afraid of the absolute hand-to-hand combat, metaphorically, and you've got to name names and you've got to go after individuals. You can't just go after a system. And that's what I think I enjoy the most; is going after the individuals. Because that's where something lives or dies. […] I'd say it's possible I posted Ben Santer's email in the early days of Climate Depot, maybe the first six months. He's far from the only one I've done that to.”

„Man darf keine Angst vor dem absoluten Nahkampf haben, metaphorisch gesprochen, und man muss Namen nennen und auf Einzelpersonen losgehen. Man kann nicht einfach auf ein System losgehen. Und ich glaube, das ist es, was mir am meisten Spaß macht, nämlich die Einzelpersonen zu verfolgen. Denn dort lebt oder stirbt etwas. […] Ich würde sagen, es ist möglich, dass ich Ben Santers E-Mail in den frühen Tagen von Climate Depot gepostet habe, vielleicht in den ersten sechs Monaten. Er ist bei weitem nicht der Einzige, dem ich das angetan habe.“

Zudem erklärte er, er sei kein Wissenschaftler, „aber ich spiele gelegentlich einen im Fernsehen“. An gleicher Stelle erläuterte er ebenfalls das grundsätzliche Ziel von Klimawandelleugnern, jede Veränderung aufzuhalten:

“Gridlock is the greatest friend a global warming skeptic has because that's all you really want. There's no legislation we're championing. We're the negative force. We're just trying to stop stuff.Gridlock is the greatest friend a global warming skeptic has because that's all you really want. There's no legislation we're championing. We're the negative force. We're just trying to stop stuff.”

„Völliger Stillstand ist der größte Freund, den man als Skeptiker der globalen Erwärmung hat, denn das ist alles, was man wirklich will. Es gibt keine Gesetzgebung, für die wir uns einsetzen. Wir sind die negative Kraft. Wir versuchen nur, Dinge zu stoppen.“

Auch Entwaldung sei kein Problem, da die wirtschaftliche Nutzung von Bäumen ein Signal an den Markt sei, mehr Bäume zu pflanzen.
Dass er als Sprecher von der fossilen Brennstoffindustrie fungiere, weist Morano zurück. Mit dieser habe er nichts zu tun. Tatsächlich bekamen aber sowohl seine Arbeitgeber James Inhofe und CFACT gelder von fossilen Energieunternehmen wie ExxonMobil und der Chevron Corporation, Inhofe im Wahlzylklus 2001/2002 sogar mehr Geld als jeder andere US-Senator. Früher sei er republikanischer Umweltschützer gewesen.